# Kastelberg (Naturschutzgebiet)
Das Naturschutzgebiet Kastelberg (auch Castellberg) liegt auf dem Gebiet der Gemeinde Ballrechten-Dottingen  im Landkreis Breisgau-Hochschwarzwald in Baden-Württemberg.

## Kenndaten
Das Schutzgebiet entstand am 14. Februar 1977 durch Verordnung des Regierungspräsidiums Freiburg mit der Schutzgebietsnummer 3097. Diese Verordnung wurde im Gesetzblatt für Baden-Württemberg am 11. April 1977 veröffentlicht und trat danach in Kraft. Der CDDA-Code lautet 82046  und entspricht der WDPA-ID.

## Lage
Das Gebiet liegt rund 800 Meter östlich von Dottingen. Es umfasst den bewaldeten Gipfelbereich des Kastelbergs. Das Schutzgebiet gehört vollständig zum FFH-Gebiet Nr. 8211-341 Markgräfler Hügelland mit Schwarzwaldhängen und zum Naturpark Südschwarzwald und liegt im Naturraum 201-Markgräfler Hügelland innerhalb der naturräumlichen Haupteinheit 20-Südliches Oberrheintiefland.

## Schutzzweck
Wesentlicher Schutzzweck ist gemäß Schutzgebietsverordnung die Erhaltung des Castellbergs als erdgeschichtlich bedeutsame, markante Erhebung der Schwarzwaldvorbergzone und als Standort seltener Gehölz- und Halbtrockenrasengesellschaften sowie ausgedehnter Gebüschflächen, die zahlreichen Vogel- und Insektenarten Lebensraum bieten.